# خووینی (استان آمور)
خووینی (به لاتین: Khvoyny) یک منطقهٔ مسکونی در روسیه است که در استان آمور واقع شده‌است.